# Kostel svatého Mikuláše a Jména Panny Marie (Vilémov)
Kostel svatého Mikuláše a Jména Panny Marie je římskokatolický kostel zasvěcený svatému Mikulášovi a Jménu Panny Marie ve Vilémově v okrese Chomutov. Od roku 1963 je chráněn jako kulturní památka. Kostel stojí na hřbitově na jihozápadním okraji vesnice.

## Historie
Středověký kostel svatého Mikuláše ve Vilémově je doložen ve druhé polovině 14. století, Kostel byl přestavěn nebo nově postaven v renesančním slohu roku 1612. V té době ve Vilémově převládalo protestantství a působil zde protestantský pastor. Po potlačení stavovského povstání v letech 1618–1620 byl v kraji zahájen proces rekatolizace. Do města se vrátil katolický kněz a 26. srpna 1625 byl kostel vysvěcen kadaňským děkanem. Na počátku 18. století panství patřilo rodu Račínů z Račína. Tehdejší majitel dne 3. září 1711 způsobil požár, při kterém kostel a sousední fara vyhořely. Při požáru shořely i matriky. O obnovu kostela v barokním slohu se v průběhu 18. století zasloužila hraběnka Eleanora Račínová.

## Stavební podoba
Jedná se o jednolodní stavbu s polygonálním presbytářem orientovaným na východ. Fasáda je členěna lizénami a na jižní straně opěráky. Na rozhraní chrámové lodi a presbytáře přiléhá k severní straně kostela hranolová věž s osmibokým patrem. V jejím přízemí se nachází sakristie a v patře oratoř. Interiér kostela je zaklenutý valenou klenbou a vnitřní stěny lodi jsou členěné pilastry. Nad hlavním vstupem je na západní straně lodi dřevěná kruchta.

## Vnitřní zařízení
Většina zařízení je raně barokní a pochází z roku 1673. Na hlavním portálovém oltáři stojí pozdně gotické sochy Madony, svatého Václava a svatého Mikuláše z počátku 16. století, pravděpodobně od Ulricha Creutze. Dva původní boční oltáře jsou zasvěcené Janu Křtitelovi a svatému Františkovi. Další dva oltáře jsou pozdně barokní a zasvěcené ukřižování Ježíše Krista a svatému Janu Nepomuckému. Zdobí je starší barokní sochy z roku 1711. Kazatelna je bohatě zdobená původními plastikami evangelistů a čtyř otců církve. Barokní lavice mají čela zdobená vyřezávanými karyatidami. K dalšímu vybavení patří kamenná křtitelnice s cínovou renesanční mísou z roku 1598, renesanční kamenný epitaf Uršuly z Doupova, barokní sousoší Piety a obrazy svatého Jana Nepomuckého z roku 1727 a Zvěstování Panny Marie z počátku 18. století.

## Okolí kostela
Jižně od kostela stojí renesanční hřbitovní kaple ze druhé poloviny 16. století. Její severní strana byla původně otevřena později zazděnými arkádami. Uvnitř býval náhrobek Viléma z Doupova z roku 1568 od kadaňského mistra Jörga Mayera. Náhrobek má podobu kamenné tumby s postavou ležícího muže v brnění. Vzhledem ke špatnému zabezpečení kaple byl před rokem 2000 náhrobek přestěhován do františkánského kláštera v Kadani. Severně od hřbitova stojí patrová barokní budova fary a u ní socha Piety z počátku 18. století.